# Бімбо
Бі́мбо (фр. Bimbo; санго Bimbo) — місто в префектурі Омбелла-Мпоко в Центральноафриканській Республіці. Розташоване на річці Убангі за 15 км на південь від столиці Бангі. Місто є другим за величиною в країні.
Населення міста становить 124 176 осіб (2003; 10751 в 1988).

## Клімат
Місто знаходиться у зоні, котра характеризується кліматом тропічних саван. Найтепліший місяць — березень із середньою температурою 27 °C (80.6 °F). Найхолодніший місяць — серпень, із середньою температурою 24.4 °С (75.9 °F).
| Клімат Бімбо            | Клімат Бімбо | Клімат Бімбо | Клімат Бімбо | Клімат Бімбо | Клімат Бімбо | Клімат Бімбо | Клімат Бімбо | Клімат Бімбо | Клімат Бімбо | Клімат Бімбо | Клімат Бімбо | Клімат Бімбо | Клімат Бімбо |
| Показник                | Січ.         | Лют.         | Бер.         | Квіт.        | Трав.        | Черв.        | Лип.         | Серп.        | Вер.         | Жовт.        | Лист.        | Груд.        | Рік          |
| Середня температура, °C | 24,8         | 26,6         | 27           | 26,7         | 26,1         | 25,2         | 24,5         | 24,4         | 24,6         | 24,7         | 25,1         | 24,8         | 25,4         |
| Норма опадів, мм        | 19           | 36.8         | 108          | 133          | 161.7        | 152.4        | 186.5        | 227.5        | 200.6        | 203.8        | 87.2         | 26.8         | 1543.3       |
| Днів з опадами          | 2,2          | 5,1          | 9,1          | 10,2         | 14           | 11,8         | 13,5         | 16,5         | 16           | 17,1         | 10,1         | 3,3          | 128,9        |
| Вологість повітря, %    | 63.1         | 59           | 63.6         | 69.9         | 76.2         | 81.5         | 85           | 83.6         | 81.5         | 79.6         | 73.2         | 67.5         | 73.6         |
| ----------------------- | ------------ | ------------ | ------------ | ------------ | ------------ | ------------ | ------------ | ------------ | ------------ | ------------ | ------------ | ------------ | ------------ |
| Джерело: Weatherbase    |              |              |              |              |              |              |              |              |              |              |              |              |              |